# Akai Ito
Akai Ito (Червона нитка долі; яп. アカイイト) — японська хорор пригодницька відеогра, розроблена компанією Success Corporation, випущена на платформу PlayStation 2 в Японії 21 жовтня 2004 року. «Popular edition» було випущено 27 жовтня 2005 року. В основі гри покладено повір'я про червону нитку долі. Akai Ito не була офіційно випущена за межами Японії, але фанати, переклали її власноруч.

## Сюжет
Щоб отримати спадщину матері, школярка Кей Хато прямує до будинку свого батька в Гемізуці. У потязі по дорозі туди, Кей бачить таємничий сон про величезне дерево і жінку, яка, здається, загубилася в смутку. У Гемізуці Кей дізнається про таємницю, приховану у власній крові, через різні зустрічі з демоном Оні, у вигляді її покійної матері, молодою дівчиною у супроводі білої лисиці та навіть таємничою дівчиною зі своїх мрій. Протягом усієї історії Кей антагонізується близнюками Оні, Нозомі та Мікаге. Сюжет Akai Ito значно варіюється залежно від рішень гравця, які впливають не тільки на розвиток історії, але й на закінчення, яке отримує гравець (декілька з яких свідчать про романтичні почуття до персонажів жіночої статі).

## Персонажі
- Кей Хатō (яп. 羽藤桂) (озв: Мію Мацукі)

Головна героїня, Кей — досить невдачлива людина, її улюблена фраза «завжди будь готова».
- Юмей (яп. ユメイ) (озв: Юко Мінагуті)

Загадкова дівчина з мрій Кей.
- Узукі Сенба  (яп. 千羽烏月) (озв: Акено Ватанабе)

Демон Оні, Кей зустрічає її на залізничному вокзалі.
- Цузура Вакасугі (яп. 若杉葛) (озв: Куґімія Ріе)

Дівчина у супроводі білої лисиці. Кей зустрічає її в покинутому будинку батька.
- Сакуя Асама (яп. 浅間サクヤ) (озв: Асамі Санада)

Подруга покійної матері Кей. У грі її призвісько «Вест».
- Нозомі, Мікаге (яп. ノゾミ・ミカゲ) (озв: Мегумі Кобаяші)

Близнюки Оні та антагоністи історії.
- Кей (яп. ケイ) (озв: Казутака Ішіі)

Таємничий хлопець, пізніше відомий як брат Кей званий Хакука.
- Маюмі Хато (яп. 羽藤真弓) (озв: Нана Фурухара)
- Йоко Нара (яп. 奈良陽子) (озв: Ното Маміко)
- Рин Того (яп. 東郷凛) (озв: Міюкі Савасиро)

## Характеристики
- Дизайн персонажа / Оригінальне зображення: HAL
- Сценарій: Томоюкі Фумотогава
- Музика: MANYO (Little Wing)
- Фон: J.C.Staff

## Музика
- Тема вступу 『 Mawaru Sekai de (廻る世界で) 』 Харука Шимоцукі / Рія
- Кінцева тема 『 Tabiji no Hate (旅路の果て) 』 Харука Шимоцукі / Рія

## Адаптації

### Манґа
Akai Ito також отримала декілька адаптацій манґи: односерійний фільм Мутрі Муні, опублікований у липневому випуску Юрія Шимая 2004 року під назвою «Swear»; і коротка манґа, опублікована у травневих та червневих випусках щомісячного журналу Comic Rush. Була створена спеціальна антологія для версії з обмеженим виданням Akai Ito, в антології були представлені різні адаптації історії, різних митців.

### Вебновела
Безкоштовний веброман Akai Ito був опублікований на офіційному вебсайті Akai Ito Success, він відповідає одній із сюжетних ліній, доступних під час відтворення відеоігри.

### Радіопостановки
Одна радіопостановка була випущена обмеженою серією у жовтні 2005 року, згодом була випущена звичайна серія 26 грудня 2006 року.